# 7 основно училище „Ильо войвода“ (Кюстендил)
Седмо основно училище „Ильо войвода“ се намира в Кюстендил, България.
Основано е през 1966 година. В него се обучават ученици от 1 до 8 клас. Училището е с общинско финансиране. Намира се на ул. „Кокиче“ № 7.

## История
Училището отваря вратите си за първи път за ученици през 1989 г. през 1992 г. патрон на училището става легендарният кюстендилски хайдутин Ильо войвода.

## Материална база
Училището разполага с 20 класни стаи, 5 занимални, кабинети по биология, химия, музика, компютри. За спортуване предоставя 3 спортни площадки и 2 физкултурни салона. Във връзка с целодневната организация на учебния ден е осигурено столово хранене. Изградени са кътове за занимания по интереси, за отдих и провеждане на разнообразни извънкласни дейности.